# 赫里霍里夫卡 (洛佐瓦區)
48°44′44″N 36°18′20″E / 48.74556°N 36.30556°E
赫里霍里夫卡（烏克蘭語：Григорівка）是位於烏克蘭東部的村莊，由哈爾科夫州洛佐瓦區的布利茲紐基市鎮負責管轄。該村處於大捷爾尼夫卡河畔，始建於1790年，面積0.4平方公里，海拔高度113米，2001年人口147。